# Junta Democrática de España
 (décembre 2022).
Si vous disposez d'ouvrages ou d'articles de référence ou si vous connaissez des sites web de qualité traitant du thème abordé ici, merci de compléter l'article en donnant les références utiles à sa vérifiabilité et en les liant à la section « Notes et références ».

Affiche de la Junta Democrática de España en 1974.

La Junta Democrática de España (en français : Comité démocratique de l'Espagne) est une coalition de partis politiques, de syndicats et d'organisations sociales espagnols opposés au général Franco, créée dans le but de renverser son régime dictatorial et d'instaurer une démocratie représentative en Espagne. 

## Composition et historique
Cette coalition a la particularité d'inclure dans ses rangs des groupes idéologiquement très différents, comme le Parti communiste d'Espagne dirigé par Santiago Carrillo, de monarchistes libéraux liés à Juan De Borbón et d'intellectuels appartenant à l'Opus Dei comme Rafael Calvo Serer (es), tous unis par l'objectif commun de réaliser une rupture démocratique. Annoncée simultanément à Madrid et à Paris le 30 juillet 1974, une conférence de presse de présentation fut faite à Paris à l'Hôtel Intercontinental par Santiago Carrillo, Rafael Calvo Serer (es), José Vidal Beneyto et Antonio García-Trevijano.
Outre le Parti communiste espagnol et les personnalités intellectuelles susmentionnées, d'autres formations politiques espagnoles (en exil ou clandestine) rejoindront la Junte démocratie de l'Espagne, parmi lesquels : le Parti socialiste de l'intérieur fondé en 1968 par Enrique Tierno Galván et Raúl Morodo (es) ; le Parti carliste fondé en 1970 et représenté par son secrétaire général José María de Zavala Castella, partisan de François-Xavier de Bourbon-Parme et de son fils Charles-Hugues de Bourbon-Parme ; l'Alianza Socialista de Andalucía (es) fondée en 1971 par Alejandro Rojas-Marcos de la Viesca (es) ; le Partido del Trabajo de España (es) (PTE), le syndicat des Commissions ouvrières (CCOO), l'association d'avocats Justicia Democrática (es) et un certain nombre de personnalités indépendantes, comme l'aristocrate, écrivain et acteur exilé en France José Luis de Vilallonga s'y sont joints.